# Aplastamiento

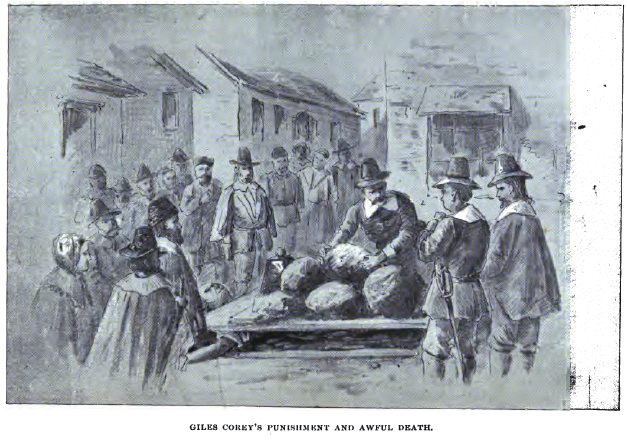
El granjero Giles Corey (1611-1692) es aplastado durante dos días para que confiese sus brujerías.

El aplastamiento es un tipo de método de tortura o para administrar la pena capital o pena de muerte. Consiste en aplastar al prisionero o reo con un objeto pesado, provocándole la muerte inmediata o lenta.[cita requerida]
Otro tipo de aplastamiento consiste en atropellar al prisionero y luego dejar que el vehículo pase por encima.[cita requerida]
También existe el aplastamiento mediante una plancha metálica que sitúa al prisionero entre esta plancha y el suelo hasta perecer.[cita requerida]
El 19 de septiembre de 1692, en Salem (Massachusetts) ―en el marco de los juicios por brujería en Salem―, el granjero Giles Corey (81) falleció tras dos días de aplastamiento por no haberse declarado culpable ni inocente. Dos días después fue ejecutada en la horca su esposa ―que se había declarado inocente― por no haber admitido su culpabilidad.